# Carassotrema mugilicola
Carassotrema mugilicola är en plattmaskart. Carassotrema mugilicola ingår i släktet Carassotrema och familjen Haploporidae. Inga underarter finns listade i Catalogue of Life.